# زنبق میان‌دورودی
زنبق میان‌دورودی (نام علمی: Iris mesopotamica) نام یک گونه از سرده زنبق است.